# Абдулла Исса
Абдулла Исса (араб. عبدالله عيسى‎); 15 января 1964, Ярмук, Сирия), в русскоязычных СМИ встречается также транскрипция Абедалла Иеса или Абдалла Иса — палестинский поэт, первый секретарь посольства Государства Палестина, журналист, политолог, продюсер, обладатель ряда литературных наград.

## Биография
Родился Абдулла в лагере Ярмук под Дамаском. Его отец, как и многие палестинские арабы, после захвата его деревни Акрад, Палестина, в ходе арабо-израильской войны 1947-49 годов был изгнан в Сирию, где работал в мэрии Дамаска. В 1987 году отец Абдуллы был убит палестинцами в ходе межпалестинского политического конфликта. У него осталось 13 детей. Абдулла был старшим ребёнком Махмуда и Фаузии и после убийства отца стал главой семьи.
С детства, благодаря семье, начал изучать Коран и классическую арабскую поэзию, хотя в доме семьи и во всём лагере было всего две книги — Коран и сборник стихов Махмуда Дарвиша. Рассказы бабушек о трагических воспоминаниях о Палестине и обещание стать поэтом, данное маленьким Абдуллой гостю семьи Ясиру Арафату в 1976 году, повлияли на его судьбу. В дальнейшем он посвятил Арафату множество стихов.
В 1982 году окончил среднюю школу в Дамаске и после поступил в Экономический институт. Во время учёбы работал в отделе культуры и литературы центрального арабского журнала «Свобода».
В 1984 году стал лауреатом премии «Новая арабская поэзия». В 1985 году в возрасте 21 года издал первый сборник стихов на арабском языке «Последняя часть» (Hazi). В 1985—1989 годы был редактором журнала «Новое завтра». В 1986 году стал лауреатом премии Союза писателей арабских стран.
В 1989 году переехал в СССР, где начал изучение русского языка на подготовительных курсах при МГУ. В 1991 году в Москве возглавил палестинский демократический союз в аппарате Организации освобождения Палестины (ООП).
С 1993 по 2003 год был редактором культурных программ телерадиокомпании «Голос России». Автор передач о культуре России и арабских стран.
В 1994 работал редактором литературного журнала «Поэты».
В 1995 году окончил Литературный институт имени А. М. Горького, отделение «Поэзия». В 2001 году защитил диссертацию в Институте стран Азии и Африки по теме «Средства художественной выразительности арабской „Новой поэзии“: Вторая половина XX века». В 2002 году стал академиком Академии «Евразия» при ЮНЕСКО.
С 1998 года генеральный секретарь Международного арабского Союза журналистов и писателей.
С 2003 года является шеф-редактором российского бюро иранского телеканала «Аль-Алам».
С 2003 года является политическим аналитиком по вопросам российского и арабского мира.
В 2004 году спецслужбы России обратились к нему за помощью в переговорах с боевиками, захватившими заложников в школе № 1 г. Беслана. Снял серию документальных фильмов «Беслан».
С 2005 по 2009 год работал продюсером серий документальных фильмов для катарской телекомпании Аль-Джазира («Их архив и наша история», «Встреча в изгнании»).
С 2007 по 2009 год работал шеф-редактором российского бюро арабского информационного агентства «АНА».
В 2010 году стал исполнительным продюсером художественного фильма «Поединки: Испытание смертью» режиссёра Владимира Нахабцева о судьбе советского и российского разведчика Алексея Козлова, в главной роли Олег Тактаров. В этом же году стал исполнительным продюсером художественного фильма «Поединки: Правдивая история. Тегеран-43» режиссёра Владимира Нахабцева о судьбе советского разведчика Геворка Вартаняна и его жены Гоар.
С 2012 по 2013 год стал режиссёром фильмов из кинодокументального проекта «Мусульмане, которыми гордится Россия»: «Фильм первый. Опередивший время. Хайдар Мусин», «Фильм второй. Звёздный час Салижана Шарипова», «Фильм третий. Путь в Мекку. Абдульазиз Давлетшин». Проект призван на реальных примерах показать, что не существует конфликта между понятиями «мусульманин» и «патриот России».
В 2013 году режиссёр и продюсер художественного фильма «И мы любим жизнь» о жизни блокадного сектора Газа, входящего в частично признанное Государство Палестина, производства «ART FILM» и «TVOROG Media Group», при участии премьер-министра правительства Газы и члена политбюро ХАМАС Исмаила Хании. 29 ноября 2013 года фильм был показан на открытии Международного дня солидарности с палестинским народом при ООН в Москве. Фильм представляет собой нечто среднее между игровым и документальным кино: в рамках придуманного сценария показаны реальные герои и истории, сняты реальные ситуации и эмоции людей, переживших трагедии.
В 2013 году стал редактором и ведущим радиопередачи «Культурное кафе Абдуллы Иссы» на станции «Голос России».
В 2015 году стал первым секретарём посольства частично признанного Государства Палестина.
В 2015 году получил высшую государственную награду Государства Палестина за «Достижение в области культуры, науки и искусства — степень творца».
В 2023 году удостоен национальной премии «Имперская культура» имени Эдуарда Володина.

## Поэзия
- 1985 — «Последняя часть» (Hazi)
- 1987 — «Мёртвые готовятся к похоронам» (Mauta youidduna aljanaza)
- 1996 — «Алаа (Божественное благо)» (Alaa)
- 1997 — «Чернила первого неба» (Hibr al-samaa al- ula)
- 2000 — «Восстание заборов» (Kiamatu alaswar)
- 2013 — «Пастухи неба, пастухи травы» (Ruaatalsamaa ruaat algufla)
- 2014 — «Отец — это мои братья, а не волк» (Ikhwati ya abi la alzib)
- 2017 — «Последние 10 заявлений Фаузии Аль-Хасан»

## Книги
- 1987 — «Видение в поэзии» (Ruya fi Ashir)
- 2001 — «Слово и дух в современной поэтике» (Alkalima ua alruh fi alshiriya almuasera)
- 2018 — Перевод на арабский язык стихов Бунина, Ахматовой, Есенина и антология русских поэтов «Избранная русская поэзия»

## Оценки поэтического творчества
Газета «Литературная Россия» назвала Абуллу Исса одним из представителей «поэзии обновления». Критик Ахмед Аль-Досари назвал его «поэтом в изгнании».